# 在ツバル中華民国大使館
在ツバル中華民国大使館（ざいツバルちゅうかみんこくたいしかん、繁体字中国語: 中華民國駐吐瓦魯大使館、英語: Embassy of the Republic of China (Taiwan) in Tuvalu）は、中華民国（台湾）がツバルの首都フナフティに設置している大使館である。

## 歴史
1979年9月19日に中華民国とツバルの外交関係が樹立され、同年10月4日より在トンガ中華民国大使館がツバルの兼轄を開始。
1998年11月2日、トンガが中華人民共和国と国交を樹立して、中華民国とトンガの国交が断絶。これにより、在ソロモン諸島中華民国大使館がツバルの兼轄を引き継ぐ。
1998年12月25日、フナフティに在ツバル中華民国大使館が開館する。但し、設置後しばらくの間は特命全権大使が常駐しない兼勤駐在官事務所（繁体字中国語: 代辦級大使館）として機能していた。
2004年4月、兼勤駐在官事務所に代わって大使の常駐する正式な大使館として発足。

## 住所
Palagi Road, Fakaifou, Funafuti

## 大使
2021年10月より、林東亨（英語: Andrew D. H. Lin アンドルー・D・H・リン）が特命全権大使を務めている。